# Istanbul Cup 2014
Istanbul Cup 2014, oficiálně se jménem sponzora TEB BNP Paribas İstanbul Cup 2014, byl tenisový turnaj pořádaný jako součást ženského okruhu WTA Tour, který se hrál na otevřených dvorcích s tvrdým povrchem městského areálu. Konal se mezi 14. až 20. červencem 2014 v turecké metropoli Istanbulu jako 7. ročník turnaje.
Istanbul Cup 2014 představoval první ročník hraný od roku 2010. Předchozí tři sezóny se nekonal, když město hostilo závěrečnou událost WTA Tour pro nejlepší tenistky okruhu – Turnaj mistryň.
Turnaj s rozpočtem 250 000 dolarů patřil do kategorie WTA International Tournaments. Nejvýše nasazenou hráčkou ve dvouhře se stala světová patnáctka Caroline Wozniacká z Dánska, která splnila roli favoritky a turnaj vyhrála po finálovém vítězství nad druhou nasazenou Italkou Robertou Vinciovou.

## Ženská dvouhra

### Nasazení
| Stát                             | Hráčka               | WTA | Nasazení |
| -------------------------------- | -------------------- | --- | -------- |
| Dánsko                           | Caroline Wozniacká   | 15. | 1.       |
| Itálie                           | Roberta Vinciová     | 24. | 2.       |
| Česko                            | Klára Koukalová      | 31. | 3.       |
| Ukrajina                         | Elina Svitolinová    | 35. | 4.       |
| Slovensko                        | Magdaléna Rybáriková | 37. | 5.       |
| Japonsko                         | Kurumi Naraová       | 39. | 6.       |
| Srbsko                           | Bojana Jovanovská    | 41. | 7.       |
| Česko                            | Karolína Plíšková    | 48. | 8.       |
| Žebříček WTA k 7. červenci 2014. |                      |     |          |

### Jiné formy účasti
Následující hráčky obdržely divokou kartu do hlavní soutěže:
- Çağla Büyükakçayová
- İpek Soyluová
- Caroline Wozniacká

Následující hráčky postoupily z kvalifikace:
- Alexandra Dulgheruová
- Ana Konjuhová
- Johanna Kontaová
- Kateryna Kozlovová
- Jelizaveta Kuličkovová
- Kateřina Siniaková

### Odhlášení
před zahájením turnaje
- Andrea Petkovicová
- Urszula Radwańská
- Ajla Tomljanovićová
- Yanina Wickmayerová

### Skrečování
- Alexandra Dulgheruová (poranění ramena)
- Monica Niculescuová

## Ženská čtyřhra

### Nasazení
| Stát                                                                         | Hráčka               | Stát     | Hráčka                     | WTA  | Nasazení |
| ---------------------------------------------------------------------------- | -------------------- | -------- | -------------------------- | ---- | -------- |
| Ukrajina                                                                     | Iryna Burjačoková    | Rusko    | Alla Kudrjavcevová         | 98.  | 1.       |
| Česko                                                                        | Karolína Plíšková    | Česko    | Kristýna Plíšková          | 124. | 2.       |
| Ukrajina                                                                     | Julia Bejgelzimerová | Ukrajina | Olga Savčuková             | 142. | 3.       |
| Slovensko                                                                    | Janette Husárová     | Polsko   | Klaudia Jansová-Ignaciková | 143. | 4.       |
| Žebříček WTA k 7. červenci 2014; číslo je součtem umístění obou členek páru. |                      |          |                            |      |          |

### Jiné formy účasti
Následující páry obdržely divokou kartu do hlavní soutěže:
- Bojana Jovanovská /  Francesca Schiavoneová
- Melis Sezerová /  İpek Soyluová

## Přehled finále

### Ženská dvouhra
- Caroline Wozniacká vs.  Roberta Vinciová, 6–1, 6–1

### Ženská čtyřhra
- Misaki Doiová /  Elina Svitolinová vs.  Oxana Kalašnikovová /  Paula Kaniová, 6–4, 6–0